# 마르셀리노 (1955년 영화)
《마르셀리노》(Marcelino Pan Y Vino, The Miracle Of Marcelino)는 스페인에서 제작된 라디슬라오 바다 감독의 1955년 코미디, 드라마 영화이다. 파블리토 칼보 등이 주연으로 출연하였다.

## 출연

### 주연
- 파블리토 칼보
- 라파엘 리벨레스

### 조연
- 주안 칼보
- 페르난도 레이
- 조시 니에토
- 주안조 메넨데즈

## 기타
- 의상: 페리스